# Arrondissement de Lübeck
Pour les articles homonymes, voir Lübeck.
L'arrondissement de Lübeck est une ancienne subdivision administrative française du département des Bouches-de-l'Elbe créée en 1811 et supprimée en 1814.

## Histoire
L'arrondissement de Lübeck, comme tous ceux des départements hanséatiques, est créé par le décret du 4 juillet 1811, organisant ces départements créés le 13 décembre 1810. L'arrondissement est supprimé officiellement par le traité de Paris, le 30 mai 1814.

## Composition
L'arrondissement de Lübeck comprenait les cantons de Lauenburg, Lübeck (deux cantons intra muros et un extra muros), Mölln, Neuhaus, Ratzebourg, Schwarzenbek et Steinhorst.